# Focke-Wulf Nr. 238
Il Focke-Wulf Nr. 238 fu un bombardiere strategico quadrimotore (esamotore nella sua variante Fw 238 C) ad ala bassa sviluppato dall'azienda aeronautica tedesca Focke-Wulf-Flugzeugbau AG nei primi anni quaranta e rimasto allo stadio progettuale.
Progettato sulle stesse specifiche emesse dal Reichsluftfahrtministerium (RLM) che portarono allo sviluppo del Focke-Wulf Ta 400 e dello Junkers Ju 390, il suo sviluppo venne interrotto per decisione dello stesso RLM.

## Storia del progetto
Nel marzo 1941 il Reichsluftfahrtministerium (ministero dell'aria, abbreviato RLM), il ministero che durante il periodo nazista era responsabile dell'intera aviazione della Germania, espresse l'esigenza di dotarsi di un nuovo velivolo da bombardamento a lungo raggio in grado di trasportare un carico bellico di 5 000 kg in bombe da caduta con un raggio d'azione di 15 000 km. Alla richiesta risposero la Focke-Wulf e la Junkers avviando un progetto per un bombardiere tattico di grandi dimensioni adatto a soddisfare le specifiche emesse.
La Focke-Wulf pianificò lo sviluppo di un velivolo costruito interamente in legno dalla configurazione quadrimotore in configurazione traente e che poteva essere equipaggiato con i supermotori in quel momento in fase di sviluppo, il BMW 803 da 3 900 PS abbinato ad eliche quadripala controrotanti. La lunga fusoliera integrava la cabina di pilotaggio pressurizzata per i cinque (o secondo altre fonti dieci) membri dell'equipaggio posta sulla parte anteriore, lo scompartimento bombe ventrale ed un impennaggio bideriva scelto per migliorare il campo di tiro delle due barbette dorsali a controllo idraulico in remoto equipaggiate con una coppia di cannoncini automatici MG 151/20 calibro 20 mm. A queste erano affiancate ventralmente altre due identiche barbette e, opzionale per la configurazione antinave, una gondola equipaggiata con 4 cannoni MK 108 calibro 30 mm. Il carrello d'atterraggio scelto riproponeva una configurazione classica, con le due gambe di forza anteriori ammortizzate e dotate di ruote gemellate integrate da un terzo elemento ruotato posto in prossimità della coda. Vi fu uno sviluppo per una versione a dimensioni ridotte quadrimotore, equipaggiata con i radiali BMW 801D, con lunghezza 35,4 m per 5,8 m di altezza con ala di 63 m di apertura e superficie pari a 360 m².
In realtà nessuna delle versioni superò la fase progettuale ed il loro sviluppo, che secondo alcune stime avrebbe potuto concretizzarsi almeno in un prototipo capace di volare entro la fine del 1944, venne definitivamente interrotto per un ordine datato 14 febbraio 1943 in cui l'RLM imponeva alle aziende di dedicarsi come priorità allo sviluppo di modelli da impiegare nella difesa aerea del territorio tedesco.

## Utilizzatori
Germania
- Luftwaffe (previsto)